# 私は好奇心の強い女 (イエロー篇)
私は好奇心の強い女（イエロー篇）（英：I Am Curious (Yellow) ）（スウェーデン語: Jag är nyfiken – en film i gult）は、1967年のスウェーデンの映画であり、ヴィルゴット・シェーマンによって監督され、シェーマン やレナ・ニーマンが出演している。これは、1968年の『私は好奇心の強い女 (ブルー篇)』に対して副産物にあたる映画である。これらふたつの作品は当初、ひとつの3時間半の映画として計画されていた。これらの映画の各編は、スウェーデンの国旗の色にちなんで命名された。

## プロット
ヴィルゴット・シェーマン監督は、彼の恋人レナ・ニーマンを主役とする社会派映画の制作を計画する。彼女は、社会的な論点に強い関心をもつ若い映画の専門学校の学生である。
ニーマン（またの名をリナ）のキャラクターは、ストックホルムにある小さなアパートに父親と共に住んでいる。そして、彼女は、社会的正義についての衝動と、世界や人々との関係を理解する必要性によって突き動かされる。彼女の小さな部屋は、本、紙や「宗教」や「男性」といった話題についての切り抜きでいっぱいの箱、そして彼女が性交渉をもった相手の23人の男たちについてのファイルで埋めつくされている。彼女はストックホルムの街を歩き回って、人々にインタビューする。質問内容は、社会階級について、良心的兵役拒否について、ジェンダーの平等性について、フランコ政権のスペインにおけるバカンスの道徳性について、など。彼女とその友達は、（スペインの）大使館や旅行代理店も訪ねた。リナの父は、スペインのフランコと戦うために出かけてしまい、その父との関係はリナにとって問題であった。

## キャスト
- レナ・ニーマン as リナ
- ペーテル・リンドグレン as リナの父
- ヴィルゴット・シェーマン as ヴィルゴット・シェーマン
- ボリエ・アールステット as Börje
- クリス・バールストレム as Rune's woman
- Marie Göranzon as Marie
- Magnus Nilsson as Magnus
- Ulla Lyttkens as Ulla
- Anders Ek as Exercise leader
- Martin Luther King Jr. as himself
- Olof Palme as himself
- Yevgeny Yevtushenko as himself